# Brasilettia dasyrhachis
Brasilettia dasyrhachis là một loài thực vật có hoa trong họ Đậu. Loài này được (Kurz ex Baker in Hook. f.) Kuntze miêu tả khoa học đầu tiên năm 1891.